# The Great Divide
The Great Divide es el quincuagesimocuarto álbum de estudio del músico estadounidense Willie Nelson publicado por la compañía discográfica Lost Highway Records el 12 de enero de 2002. Contiene varios dúos y colaboraciones musicales con artistas como Rob Thomas de Matchbox Twenty, Lee Ann Womack, Kid Rock, Sheryl Crow, Brian McKnight y Bonnie Raitt. El álbum produjo dos sencillos, "Mendocino County Line" y "Maria (Shut Up and Kiss Me)", que entraron respectivamente en los puestos 22 y 41 de la lista Hot Country Songs de Billboard. También incluyó "Just Dropped In (To See What Condition My Condition Was In)", una canción grabada anteriormente por Kenny Rogers. Las canciones "Mendocino County Line", "Last Stand in Open Country" y "This Face" fueron coescritas con Bernie Taupin, colaborador habitual del músico Elton John. Alcanzó el puesto cinco en la lista Top Country Albums y el 43 en la lista Billboard 200.

## Lista de canciones
1. "Maria (Shut Up and Kiss Me)" – 4:20 (Rob Thomas)
2. "Mendocino County Line" – 4:32 (Matt Serletic, Bernie Taupin)
3. "Last Stand in Open Country" – 4:45 (Taupin, Jim Cregan, Robin LeMesurier, Dennis Tufano)
4. "Won't Catch Me Cryin'" – 4:07 (Thomas)
5. "Be There for You" – 4:34 (Serletic, Kevin Kadish)
6. "The Great Divide" – 4:06 (Willie Nelson, Jackie King)
7. "Just Dropped In (To See What Condition My Condition Was In)" (Mickey Newbury) – 3:32
8. "This Face" – 4:29 (Taupin, Cregan, LeMesurier, Tufano)
9. "Don't Fade Away" – 4:18 (Serletic, Kadish)
10. "Time After Time" (Cyndi Lauper, Rob Hyman) – 4:04
11. "Recollection Phoenix" – 4:53 (Rob Thomas)
12. "You Remain" – 5:54 (Leslie Satcher, Donald Wallace Polythress)

## Personal
- Willie Nelson: voz y guitarra acústica.
- Michael Black, Louis Dean Nunley, John Wesley Ryles, Lisa Silver, Harry Stinson, The Waters Sisters, Dennis Wilson, Curtis Young: coros.
- Heitor Teixeira Peirera: guitarras.
- Reggie Young: guitarras.
- Dan Dugmore: Steel guitar.
- Greg Leisz: dobro.
- Alison Krauss, Gabe Witcher: violín.
- Mickey Raphael: armónica.
- Christopher Wade Damerst, Danny Saber: programación.
- Matt Rollings: Fender Rhodes, piano eléctrico Wurlitzer, órgano.
- Greg Phillinganes: teclados.
- Matt Serletic: coros.
- Lee Sklar, Neil Steubenhaus: bajo.
- Kenny Aronoff, John "JR" Robinson: batería.
- Brad Dutz: percusión.
- Bruce Fowler, Dan Higgins: sección de vientos.

## Posición en listas
| País           | Lista              | Posición |
| -------------- | ------------------ | -------- |
| Estados Unidos | Top Country Albums | 5        |
| Estados Unidos | Billboard 200      | 43       |